# 神山嘉瑞

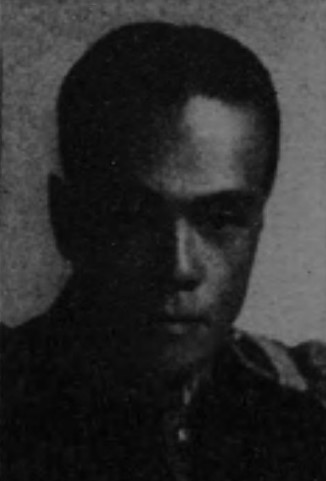
神山嘉瑞

神山 嘉瑞（こうやま かずい、1895年（明治28年）11月21日 - 1971年（昭和46年）4月8日）は、大正から昭和期の鉄道官僚、政治家、華族。貴族院男爵議員。

## 経歴
華族・神山郡昭の二男として生まれる。父の隠居に伴い、1932年（昭和7年）8月15日、男爵を襲爵した。
1922年（大正11年）3月、京都帝国大学経済学部を卒業。同年、鉄道省に入省し鉄道局書記に就任。以後、鉄道属、鉄道局副参事、東京鉄道局千葉運輸事務所長、鉄道省輸送実費調査委員会幹事などを務めた。
1940年（昭和15年）11月27日、貴族院男爵議員補欠選挙で当選し、公正会に所属して活動し、1946年（昭和21年）5月9日まで一期在任した。この間、鈴木貫太郎内閣・海軍参与官、鉄道省委員、運輸通信省委員などを務めた。

## 親族
- 妻：和子（やすこ、毛利元忠二女）[1]
- 長男：昭彦[1]